# جائزة سلطان بن علي العويس الثقافية
جائزة سلطان بن علي العويس هي جائزة مستقلة ومحايدة لا يخضع منحها لأية تأثيرات أو ضغوطات، ولا تخضع في معايير منحها إلا إلى الجانب الإبداعي دون النظر إلى الاتجاهات السياسية أو المعتقدات الفكرية للمرشحين، كما لا تميز بين لون أو دين أو جنس. أسسها الشاعر سلطان العويس لتحمل اسمه، في تاريخ 17 ديسمبر 1987م، وتكون لها استقلالية بغرض تكريم الأدباء والمفكرين العرب.
وقد فاز بالجائزة حتى عام 2023 حوالي 101 أديباً وكاتباً ومفكراًعربياً، بالإضافة إلى خمس مؤسسات ثقافية وحكّم في حقولها أكثر من 270 محكماً واستشارياً.

## أهداف الجائزة
تهدف جائزة سلطان بن علي العويس الثقافية إلى تشجيع وتكريم الأدباء والكتاب والمفكرين والعلماء العرب اعتزازاً بدورهم في النهوض الفكري والعلمي في مجالات الثقافة والأدب والعلم في الوطن العربي.

## الأمانة العامة
وتشكلت أول أمانة عامة بإشراف اتحاد كتاب وأدباء الإمارات، وفي عام 1992 تحولت الجائزة إلى مؤسسة ثقافية مستقلة تحت اسم «مؤسسة سلطان بن علي العويس الثقافية» حيث أُشهرت المؤسسة رسمياً بموجب المرسوم الأميري رقم 4 لسنة 1994، بتاريخ 21/3/1994، الصادر من ديوان صاحب السمو الشيخ مكتوم بن راشد آل مكتوم نائب رئيس دولة الامارات حينذاك - رئيس مجلس

## أهداف الجائزة[2]
تهدف الجائزة إلى تشجيع وتكريم الأدباء والكتاب والمفكرين والعلماء العرب، اعتزازاً بدورهم في النهوض الفكري والعلمي في مجالات الثقافة والأدب والعلم في الوطن العربي.

## حقول الجائزة
تنقسم الجائزة إلى أربعة حقول كالأتي:
- الحقل الأول: الشعر

تمنح الجائزة لشاعر واحد، ويجوز منحها مناصفة.
- الحقل الثاني: القصة – الرواية – المسرحية

تمنح الجائزة لفائز في الأجناس الأدبية الثلاثة السابقة، ويجوز منحها مناصفة لفائزين بجنس واحد أو في جنسين مختلفين.
- الحقل الثالث: الدراسات الأدبية والنقد

تمنح الجائزة لفائز في الدراسات الأدبية أو النقدية، ويجوز منحها مناصفة لفائزين من كلا الجنسين أو من جنس واحد.
- الحقل الرابع: الدراسات الإنسانية والمستقبلية:

تمنح الجائزة لفائز في الدراسات الإنسانية والمستقبلية، ويجوز منحها مناصفة لكلا الجنسين أو من جنس واحد.
- جائزة الإنجاز الثقافي والعلمي:

جائزة مستقلة لا تخضع لمعايير التحكيم التي تخضع لها الحقول الأساسية للجائزة، ويتم اختيار شخصية ثقافية أو علمية أو عامة أو مؤسسة تركت بصمة وأثراً في الحياة الثقافية لتنال هذه الجائزة، ويتم الاختيار النهائي من قبل مجلس أمناء المؤسسة، وقد انطلقت ابتداءً من الدورة الثانية (1990-1991)، حيث أضيفت إلى الحقول السابقة وسميت «جائزة سلطان بن علي العويس الثقافية للإنجاز الثقافي والعلمي» وهي تُمنح عادة تكريماً لمن اكتمل عطاؤه العلمي والثقافي بإنجازات ليست محل خلاف، وذلك انفتاحاً على المنجز العلمي أو الثقافي في مجالات الطب والعلوم والتاريخ والاقتصاد والفلسفة والعلوم السياسية والعسكرية وغيرها. وتبلغ قيمة الجائزة 120 ألف دولار أمريكي.

## قيمة الجائزة
تبلغ قيمة الجائزة 600 ألف دولار أمريكي، بواقع 120 ألف دولار أمريكي لكل حقل من الحقول السابقة.

## تعليمات الاشتراك
تتكون الجائزة من منح مالية يتم منحها لخمسة أو أكثر من الكُتاب والمفكرين العرب عن مجمل إنتاجهم في الحقول التالية:
• حقل الشعر
• حقل القصة – الرواية – المسرحية
• حقل الدراسات الأدبية والنقد
• حقل الدراسات الإنسانية والمستقبلية
• حقل الإنجاز الثقافي والعلمي.
يشترط بالنتاج الأدبي والفكري للمرشح أن يكون له مكانة متميزة في الإنتاج الثقافي والإبداعي، وأن يعكس أصالة الفكر العربي وطموح الأمة العربية وتطلعاتها، وأن يشكل إضافة جديدة أو مميزة للثقافة العربية.
• قيمة الجائزة المالية (600 ألف دولار أمريكي) تقسم إلى خمس جوائز متساوية.
• يجوز للكاتب أو الأديب الذي تتوفر فيه شروط الترشيح أن يتقدم مباشرة بترشيح نفسه لنيل الجائزة.
• يجوز لخمسة من الأدباء والكُتاب ترشيح من يرونه مناسباً (خطياً) على أن يوافق المرشح على ذلك عند مخاطبته من قبل الأمانة العامة للجائزة.
• ترفق بطلبات الترشيح السيرة الذاتية للمرشح، وكذلك صورة لإثبات الشخصية، مع خمس نسخ من كل مؤلف من مؤلفاته، ورسالة تأييد شخصية لترشيح نفسه.
• يحدد المرشح الجنس الأدبي أو الفكري الذي يرشح نفسه له.
• قرارات لجنة التحكيم قطعية وغير قابلة للنقض.
• جائزة الإنجاز الثقافي والعلمي لا تخضع للتحكيم وتُمنح بقرار من مجلس أمناء المؤسسة.
• تُمنح الجائزة للمبدعين دون النظر إلى جنسياتهم أو معتقداتهم السياسية، أو اتجاهاتهم الفكرية أو الدينية.
• لا يقبل ترشيح من نال جائزة عربية مشابهة إلا بعد مرور ثلاث دورات (6 سنوات) على نيله تلك الجائزة
• يحق للأمانة العامة الاعتماد على مصادرها الخاصة في معرفة المرشح الذي نال جائزة أخرى حسبما ورد في الفقرة السابقة وتجميد ترشيحه إلى أن يستكمل المدة القانونية الواردة في الفقرة ذاتها.
• لا يقبل ترشيح عضو سابق في لجان التحكيم لنيل الجائزة إلا بعد مرور دورتين (4 سنوات) على انقضاء عمله في اللجنة.
• يجب أن تكون الأعمال منشورة في كتب.
• لا تعاد الكتب والترشيحات إلى مرسليها سواء فاز المرشحون أو لم يفوزوا.
• على المرشح كتابة اسمه الكامل وعنوانه الواضح ورقم هاتفه إضافة إلى (3) صور فوتوغرافية حديثة قياس (10×15) سم.
• للأمانة العامة الحق في استبعاد أي طلب ترشيح لم يستكمل الشروط المذكورة أعلاه.

## مجلس الأمناء
يتألف مجلس أمناء الجائزة من:
- د.أنور محمد قرقاش رئيس مجلس الأمناء
- د. سليمان موسى الجاسم نائب رئيس مجلس الأمناء
- عبد الغفار حسين عضو مجلس الأمناء
- عبد الرحمن بن محمد العويس عضو مجلس الأمناء
- عبدالله سلطان محمد العويس عضو مجلس الأمناء
- نجلا العور عضو مجلس الأمناء
- ناصر الظاهري عضو مجلس الأمناء
- حميد بن ناصر العويس عضو مجلس الأمناء
- ناصر حسين العبودي عضو مجلس الأمناء
- أ. د. محمد عبدالله المطوع عضو المجلس والأمانة العامة
- أ. د. فاطمة حسن الصايغ عضو المجلس والأمانة العامة الأمين المالي
- عبد الحميد أحمد عضو المجلس والأمانة العامة الأمين العام

## الفائزون
| الدورة                            | الشعر           | القصة .. الرواية .. المسرحية | الدراسات الأدبية والنقد | الدراسات الإنسانية والمستقبلية | الإنجاز الثقافي والعلمي        |
| --------------------------------- | --------------- | ---------------------------- | ----------------------- | ------------------------------ | ------------------------------ |
| الدورة الخامسة عشرة: 2016 - 2017  | شوقي بزيع       | هدى بركات عبد الخالق الركابي | د. حمادي صمود           | د. جورج قرم                    | جامعة الإمارات العربية المتحدة |
| الـدورة السادسة عشرة: 2018 - 2019 | علي جعفر العلاق | علوية صبح                    | محمد لطفي اليوسفي       | حيدر إبراهيم علي               | الشيخة مي بنت محمد آل خليفة    |
| الدورة السابعة عشرة: 2020 - 2021  | إليـاس لحــود   | نبيل سليمان                  | عبد الملك مرتاض         | أحمد زايد                      | مؤسسة منتدى أصيلة              |
| الدورة الثامنة عشرة: 2022 - 2023  | حسـن طــلــب    | أمـــين صالــح               | د. عبد الله إبراهيم     | د. عبد السلام بنعبد العالي     | [ 10 ]                         |
| الدورة التاسعة عشرة: 2024- 2025   | حميد سعيد       | إنعام كجه جي                 | د. حميد لحمداني         | د. عبد الجليل التميمي          | [ 10 ]                         |

## وصلات خارجية
- مؤسسة سلطان بن علي العويس الثقافية